# Saison 1 de Heroes
Chronologie
Saison 2
Cet article présente le guide des épisodes de la première saison du feuilleton télévisé américain Heroes.

## Distribution de la saison

### Acteurs principaux
- Milo Ventimiglia (V. F. : Rémi Bichet)  : Peter Petrelli
- Greg Grunberg (V. F. : Pierre Tessier) : Matt Parkman
- Hayden Panettiere (V. F. : Olga Sokolow)  : Claire Bennet
- Adrian Pasdar (V. F. : Pierre-François Pistorio) : Nathan Petrelli
- Masi Oka (V. F. : William Coryn) : Hiro Nakamura
- Ali Larter (V. F. : Caroline Maillard) : Niki Sanders / Tracy Strauss
- Sendhil Ramamurthy (V. F. : Stéphane Fourreau) : Mohinder Suresh
- Jack Coleman (V. F. : Hervé Jolly) : Noé Bennet
- Tawny Cypress (V. F. : Géraldine Asselin) : Simone Deveaux
- Leonard Roberts (V. F. : Daniel Lobé) : D.L. Hawkins
- Santiago Cabrera (V. F. : Boris Rehlinger) : Isaac Mendez
- Noah Gray-Cabey (V. F. : Anton Coulpier) : Micah Sanders

### Acteurs récurrents
- James Kyson Lee (V. F. : Jérémy Prevost) : Ando Masahashi (22 épisodes)
- Zachary Quinto (V. F. : Adrien Antoine) : Gabriel « Sylar » Gray (15 épisodes)
- Ashley Crow (V. F. : Marina Moncade) : Sandra Bennet (13 épisodes)
- Jimmy Jean-Louis (V. F. : Lui-même) : René « Le Haïtien » (13 épisodes)
- Cristine Rose (V. F. : Frédérique Cantrel) : Angela Petrelli (12 épisodes)
- Thomas Dekker : Zach (11 épisodes)
- Lisa Lackey : Janice Parkman (9 épisodes)
- Matthew John Armstrong (en) : Ted Sprague (8 épisodes)
- Christopher Eccleston : Claude Rains (8 épisodes)
- Nora Zehetner : Eden McCain (8 épisodes)
- Clea DuVall : Audrey Hanson (7 épisodes)
- Randall Bentley : Lyle Bennet (6 épisodes)
- Missy Peregrym : Candice Wilmer (6 épisodes)
- Danielle Savre : Jackie Wilcox (6 épisodes)
- George Takei (V. F. : François Dunoyer) : Kaito Nakamura (5 épisodes)
- Eric Roberts : Eric Thompson (5 épisodes)
- Adair Tishler : Molly Walker (5 épisodes)
- Rena Sofer : Heidi Petrelli (4 épisodes)
- Stacy Haiduk : Elisa Thayer (agent du FBI) (4 épisodes)
- Malcolm McDowell (V. F. : Jean-Pierre Leroux) : M. Linderman (3 épisodes)

## Épisodes

### Épisode 1:Hors du commun…
- États-Unis : 25 septembre 2006 sur NBC
- Canada : 1er octobre 2006 sur Global[1]
- Belgique : 22 avril 2007 sur RTL-TVi
- Suisse : 19 juin 2007 sur TSR1
- France :
  - 30 juin 2007 sur TF1
  - 28 janvier 2010 sur France 4
- Québec : 18 juillet 2007 sur Mystère

- États-Unis : 14,3 millions de téléspectateurs[2]
- France : 6,008 08 millions de téléspectateurs (avec 33,7 % de part d'audience)[3]

- Cristine Rose (Angela Petrelli)
- Ashley Crow (Sandra Bennet)
- Thomas Dekker (Zach)
- Shishir Kurup (Nirand)
- John Prosky (le Principal)
- Deirdre Quinn (Tina)
- Brian Tarantina (Weasel)
- Richard Roundtree (Charles Deveaux)
- James Kyson Lee (Ando Masahashi)
- Randall Bentley (Lyle Bennet)

Dans le monde, des personnes ordinaires se découvrent petit à petit des super-pouvoirs et apprennent à les exploiter. Ils vont découvrir que leur destin sont liés.
- Claire Bennet peut se régénérer et guérir presque instantanément de ses blessures.
- Isaac Mendez peut prédire l'avenir en peignant des tableaux, lorsqu'il est sous l'emprise de la drogue.
- Hiro Nakamura peut changer le continuum espace-temps en se téléportant ou en stoppant le temps.
- Peter Petrelli rêve qu'il peut voler et en parle à son frère, Nathan.
- Niki doit régler une dette à un certain M. Linderman et s'exhibe devant sa webcam pour gagner de l'argent, lorsque deux individus s'invitent pour réclamer la dette.
- Mohinder Suresh, professeur universitaire indien, veut reprendre le travail de son père, récemment décédé, sur la génétique ; il vient s'installer à New York, en tant que chauffeur de taxi.

Matt Parkman et D.L. Hawkins n'apparaissent pas dans cet épisode.

### Épisode 2:Découvertes en série
- États-Unis /  Canada : 2 octobre 2006 sur NBC / Global
- Belgique : 29 avril 2007 sur RTL-TVi
- Suisse : 19 juin 2007 sur TSR1
- France :
  - 30 juin 2007 sur TF1
  - 28 janvier 2010 sur France 4

- États-Unis : 12,96 millions de téléspectateurs[2]
- Canada : 1,121 million de téléspectateurs[4]
- France : 5,781 36 millions de téléspectateurs (avec 32,1 % de part d'audience)[3]

- Clea DuVall (Audrey Hanson)
- Nora Zehetner (Eden McCain)
- Cristine Rose (Angela Petrelli)
- Stacy Haiduk (l'agent du FBI)
- James Kyson Lee (Ando Masahashi)
- Richard Steinmetz (le policier)
- Matt Lanter (Brody)
- Danielle Savre (Jackie Wilcox)
- Thomas Dekker (Zach)
- Deirdre Quinn (Tina)
- Adair Tishler (Molly Walker)

- Peter se jette en bas d'un immeuble pour vérifier s'il peut vraiment voler et s'explique avec son frère, Nathan, un politicien en pleine campagne présidentielle. Peter est sûr d'avoir vu son frère voler pour le sauver.
- Hiro, qui a réussi à se téléporter jusqu'à New York dans le futur, trouve une bande dessinée écrite par Isaac Mendez sur ses aventures et voit une bombe détruire entièrement la ville. Il retourne au Japon dans son présent.
- Niki a commis un crime dont elle n'était pas responsable. Avec son fils Micah, elle se prépare à fuir lorsqu'elle découvre une mystérieuse présence.
- Mohinder rencontre Eden McCain, une ancienne amie et voisine de son père. Tous deux commencent à rassembler des indices.
- Claire cherche à éviter d'attirer l'attention sur son pouvoir mais la cassette, enregistrée par son meilleur ami et qui relatait ses exploits, a mystérieusement disparu.
- Matt Parkman, un agent de police de Los Angeles, retrouve une fillette, cachée sur le lieu du meurtre de ses parents, grâce à des chuchotements qu'il est le seul à entendre.

### Épisode 3:Un pas de géant
- États-Unis /  Canada : 9 octobre 2006 sur NBC / Global
- Belgique : 6 mai 2007 sur RTL-TVi
- Suisse : 26 juin 2007 sur TSR1
- France :
  - 30 juin 2007 sur TF1
  - 28 janvier 2010 sur France 4

- États-Unis : 13,31 millions de téléspectateurs[2]
- Canada : 1,247 million de téléspectateurs[5]
- France : 5,668 millions de téléspectateurs (avec 40,7 % de part d'audience)[3]

- Clea DuVall (Audrey Hanson)
- Cristine Rose (Angela Petrelli)
- Nora Zehetner (Eden McCain)
- Tina Lifford (Paulette Hawkins)
- Elizabeth Lackey (Janice Parkman)
- James Kyson Lee (Ando Masahashi)
- Eugene Byrd (le directeur de campagne)
- Matt Lanter (Brody)
- Danielle Savre (Jackie Wilcox)
- Thomas Dekker (Zach)
- Jimmy Jean-Louis (l'haïtien)
- Adair Tishler (Molly Walker)

- Niki trouve un indice lié à la disparition de son mari et se confronte à sa belle-mère.
- Claire flirte lors d'une soirée ; mais elle subit une tentative de viol et fait une chute mortelle.
- Hiro retourne dans le présent et essaye de convaincre Ando Masahashi, son ami japonais, de venir avec lui pour sauver New York.
- Peter lutte pour découvrir la nature de sa puissance.
- Mohinder et Eden font une horrible découverte sur un certain Sylar.
- Matt aide la police de Los Angeles qui présume que Sylar est à l'origine du meurtre des parents de la fillette. Ensuite, dans un bar où il peut entendre toutes les pensées des gens, il perd connaissance à la vue d'une mystérieuse personne.
- Simone, la petite amie d'Isaac, se rapproche un peu plus de Peter.

### Épisode 4:Collision
- États-Unis /  Canada : 16 octobre 2006 sur NBC / Global
- Belgique : 13 mai 2007 sur RTL-TVi
- Suisse : 26 juin 2007 sur TSR1
- France : 7 juillet 2007 sur TF1

- États-Unis : 13,07 millions de téléspectateurs[2]
- Canada : 1,2 million de téléspectateurs[6]
- France : 4,987 84 millions de téléspectateurs (avec 29 % de part d'audience)[7]

- Nora Zehetner (Eden McCain)
- James Kyson Lee (Ando Masahashi)
- Matt Lanter (Brody)
- Eugene Byrd (le directeur de campagne)
- Danielle Savre (Jackie Wilcox)
- Ashley Crow (Sandra Bennet)
- Deirdre Quinn (Tina)
- Thomas Dekker (Zach)
- Nicole Bilderback (la responsable du casino)
- Randall Bentley (Lyle Bennet)
- Jimmy Jean-Louis (l'haïtien)

- Matt se réveille et se trouve nez à nez avec M. Bennet, le père de Claire, et le mystérieux inconnu du bar.
- Claire se réveille dans une salle d'autopsie, après avoir guéri de sa blessure mortelle. Elle retourne dans son école et retrouve Brody, celui qui a tenté de la violer. Après avoir pris quelques informations auprès d'autres filles, elle pense à se venger.
- Hiro et Ando arrivent à Las Vegas : Hiro utilise son pouvoir pour jouer.
- Niki rencontre un agent de M. Linderman et négocie un arrangement au sujet de sa dette.
- Mohinder essaie d'avertir Nathan d'un danger et reçoit ensuite la visite de Peter.
- Nathan et Niki se rencontrent comme M. Linderman l'avait prévu et l'alter ego de Niki prend de plus en plus le dessus.
- Les peintures d'Isaac commencent à montrer une menace pour ses camarades héros.
- Peter reçoit une visite inattendue dans le métro d'un certain Hiro disant venir du futur.

### Épisode 5:Hiros
- États-Unis /  Canada : 23 octobre 2006 sur NBC / Global
- Belgique : 20 mai 2007 sur RTL-TVi
- Suisse : 3 juillet 2007 sur TSR1
- France : 7 juillet 2007 sur TF1

- États-Unis : 14,27 millions de téléspectateurs[2]
- Canada : 1,347 million de téléspectateurs[8]
- France : 5,044 52 millions de téléspectateurs (avec 28,3 % de part d'audience)[7]

- James Kyson Lee (Ando Masahashi)
- Elizabeth Lackey (Janice Parkman)
- Ashley Crow (Sandra Bennet)
- Matt Lanter (Brody)
- Eugene Byrd (le directeur de campagne)
- Archie Kao (le médecin)
- Deirdre Quinn (Tina)
- Danielle Savre (Jackie Wilcox)
- Michael Reilly Burke (le policier)
- Nicole Bilderback (la responsable du casino)
- Jimmy Jean-Louis (l'haïtien)

Hiro venant du futur, vient demander à Peter de sauver la pom-pom girl, qui lui permettra de sauver le monde. Pour cela, il devra se rendre chez Isaac qui l'aidera. Claire se retrouve à l'hôpital à la suite du crash qu'elle a provoqué pour se venger du quarterback. H.R.G. et l'Haïtien tentent d'enlever Nathan, cependant ce dernier parvient à s'enfuir en s'envolant.
Dans le métro, Peter essaie de convaincre Mohinder du bien-fondé du message de Hiro, ce dernier ne pouvant croire les dires de Peter, préfère retourner en Inde.
Matt se réveille chez lui, sa femme lui dit qu'une journée ayant passé sans que celui-ci ne s'en souvienne.
Ando et Hiro se retrouvent expulsés de Las Vegas, ils atterrissent dans un restaurant dans le désert. Là, Ando se pose des questions sur sa présence en Amérique, ce qui provoque une séparation des deux amis. Ando quitte donc le restaurant.
Hiro aperçoit soudain un homme qui vole et entre dans le restaurant. Il semble malgré cela le seul à l'avoir vu atterrir.
Matt, décide de reprendre sa vie en main. Pour cela, il prend quelques jours de congés pour s'occuper de sa femme.
Dans le restaurant, Hiro a une discussion avec Nathan, lui disant qu'ils sont tous les deux spéciaux, mais ce dernier essaie de faire semblant de ne rien savoir. Hiro lui indique aussi qu'il va gagner les élections.
À l'hôpital, Claire avoue à son père qu'elle a fait exprès de causer l'accident. Elle lui révèle aussi que le Quarterback a tenté de la violer.
Peter, de retour chez Isaac, lui demande son aide, mais le peintre est réticent à l'aider. Peter trouve alors parmi les peintures d'Isaac, celle de la pom-pom girl qu'il est supposé sauver.
Hiro revient à Las Vegas, raccompagné par Nathan. Ce dernier en rentrant à son hôtel Montecito croise Niki, qui lui avoue tout sur le chantage.
Matt pour séduire à nouveau sa femme, lui prépare un dîner romantique en s'aidant de sa faculté.
Monsieur Bennet se retrouve dans la chambre de Brody-le Quarterback, en colère que celui-ci ait faillit violer sa fille. Il demande ainsi à l'Haïtien de lui effacer toute la mémoire.
Chez Isaac, Peter remarque que les peintures semblent s'emboîter tel un Comics, et que tous les personnages sur les peintures sont liés, que tous sont là pour sauver la pom-pom girl. Il lui demande de finir une des peintures incomplètes, cependant ce dernier n'ayant pas de drogue sur lui, ne peut finir la peinture. Soudain, Peter arrive à voir le reste du tableau, grâce à ses pouvoirs d'absorptions. Il finit donc la peinture.
À l'hôpital, Claire entre dans la chambre de Brody, pour lui pardonner, malgré cela, ce dernier semble avoir perdu toute mémoire, ne se rappelant même plus son nom.
Niki, de retour chez elle, trouve la police lui annonçant que son mari, DL Hawkins, en cavale, a été vu dans la ville. Niki prend panique et se défend de l'avoir vu, disant qu'il est une menace pour elle et son fils, qui est convaincu de la non-culpabilité de son père. C'est à ce moment qu'Ando arrive chez Niki.
Nathan quitte ainsi l'hôtel de Las Vegas en étant menacé par la vidéo, cependant ce dernier n'en est en rien effrayé et va même jusqu'à réclamer deux fois plus d'argent de la part de Linderman, pour l'aider dans sa campagne.
Matt après une nuit d'amour, et comblé sa femme, va dans une épicerie acheter ce que veut sa femme. Mais son pouvoir semble devenir incontrôlable et il commence à tout entendre, dont les pensées d'un homme décidé à vouloir braquer la supérette. Il le convainc de ne pas commettre le braquage, et s'enfuit, Matt perd alors tout contrôle de son pouvoir et entend toutes les pensées et s'évanouit. Chez Niki, Ando explique qu'il est un des clients de Niki, cette dernière lui explique que la personne qu'il a vue sur Internet n'est pas elle en réalité. Ando, cependant heureux de l'avoir rencontrée, quitte la maison. Cependant il semble que quelqu'un se soit réellement infiltré chez elle.
Hiro et Ando se retrouvent ainsi là où ils avaient laissé la voiture, et décident ensemble de continuer leur route.

### Épisode 6:Double je
- États-Unis /  Canada : 30 octobre 2006 sur NBC / Global
- Belgique : 27 mai 2007 sur RTL-TVi
- Suisse : 3 juillet 2007 sur TSR1
- France : 7 juillet 2007 sur TF1

- États-Unis : 14,45 millions de téléspectateurs[2]
- Canada : 1,311 million de téléspectateurs[9]
- France : 5,214 56 millions de téléspectateurs (avec 36,7 % de part d'audience)[7]

- Nora Zehetner (Eden McCain)
- James Kyson Lee (Ando Masahashi)
- Ashley Crow (Sandra Bennet)
- Thomas Dekker (Zach)
- Karri Turner (Lisa)
- Colby French (le père de Claire)

### Épisode 7:Rien à cacher
- États-Unis /  Canada : 6 novembre 2006 sur NBC / Global
- Belgique : 11 juin 2007 sur RTL-TVi
- Suisse : 3 juillet 2007 sur TSR1
- France : 14 juillet 2007 sur TF1

- États-Unis : 14,89 millions de téléspectateurs[2]
- Canada : 1,304 million de téléspectateurs[10]
- France : 4,704 44 millions de téléspectateurs (avec 31,2 % de part d'audience)

- Clea DuVall (Audrey Hanson)
- James Kyson Lee (Ando Masahashi)
- Elizabeth Lackey (Janice Parkman)
- Cristine Rose (Angela Petrelli)
- Ashley Crow (Sandra Bennet)
- Matthew John Armstrong (Theodore Sprague)
- Thomas Dekker (Zach)
- Deirdre Quinn (Tina)
- Rick Peters (Tom McHenry)
- Stephen Spinella (Oliver Dennison)
- Rena Sofer (Heidi Petrelli)
- Richard Roundtree (Charles Deveaux)
- Randall Bentley (Lyle Bennet)

### Épisode 8:Minuit moins sept
- États-Unis /  Canada : 13 novembre 2006 sur NBC / Global
- Belgique : 18 juin 2007 sur RTL-TVi
- Suisse : 10 juillet 2007 sur TSR1
- France : 14 juillet 2007 sur TF1

- États-Unis : 15,01 millions de téléspectateurs[11]
- Canada : 1,294 million de téléspectateurs[12]
- France : 4,364 36 millions de téléspectateurs (avec 28,6 % de part d'audience)

- Clea DuVall (Audrey Hanson)
- Nora Zehetner (Eden McCain)
- James Kyson Lee (Ando Masahashi)
- Erick Avari (Chandra Suresh)
- Jayma Mays (Charlie)
- Matthew John Armstrong (Theodore Sprague)
- Elizabeth Lackey (Janice Parkman)
- Stacy Haiduk (l'agent du FBI)
- Shishir Kurup (Nirand)
- Sakina Jaffrey (Mme Suresh)
- Kavi Ladnier (Mira Shenoy)
- Zachary Quinto (Gabriel "Sylar" Gray)
- Javin Reid (Iyer Sanjog)

### Épisode 9:Le Couronnement
- États-Unis /  Canada : 20 novembre 2006 sur NBC / Global
- Belgique : 25 juin 2007 sur RTL-TVi
- Suisse : 10 juillet 2007 sur TSR1
- France : 21 juillet 2007 sur TF1

- États-Unis : 16 millions de téléspectateurs[11]
- Canada : 1,491 million de téléspectateurs[13]
- France : 5,101 2 millions de téléspectateurs (avec 29,6 % de part d'audience)

- Nora Zehetner (Eden McCain)
- James Kyson Lee (Ando Masahashi)
- Ashley Crow (Sandra Bennet)
- Zachary Quinto (Gabriel "Sylar" Gray)
- Erick Avari (Chandra Suresh)
- Jayma Mays (Charlie)
- Thomas Dekker (Zach)
- Sakina Jaffrey (Mme Suresh)
- Shishir Kurup (Nirand)
- Matt Lanter (Brody)
- Clay Wilcox (le vendeur d'armes)
- Jimmy Jean-Louis (l'haïtien)
- Danielle Savre (Jackie Wilcox)
- Javin Reid (Iyer Sanjog)
- Sally Champlin (Lynette)

Le grand jour est arrivé. Ce soir, c'est la fête du lycée et Claire apprend avec stupéfaction qu'elle a été élue reine par ses camarades, au grand désarroi de sa rivale Jackie. Peter tente l'impossible pour retrouver la pom pom girl et accomplir sa mission : sauver le monde. Devinant le drame qui se profile à l'horizon, Mr Bennet cherche un moyen d'empêcher sa fille de se rendre à la fête.
D.L. essaie de rassurer son fils. Il lui explique que sa maman représente, pour le moment, une menace pour eux.

### Épisode 10:La Naissance du mal
- États-Unis /  Canada : 27 novembre 2006 sur NBC / Global
- Belgique : 2 juillet 2007 sur RTL-TVi
- Suisse : 10 juillet 2007 sur TSR1
- France : 21 juillet 2007 sur TF1

- États-Unis : 15,56 millions de téléspectateurs[11]
- Canada : 1,573 million de téléspectateurs[14]
- France : 4,931 16 millions de téléspectateurs (avec 28,1 % de part d'audience)

- Rena Sofer (Heidi Petrelli)
- Nora Zehetner (Eden McCain)
- James Kyson Lee (Ando Masahashi)
- Graham Beckel (Hal Sanders)
- Zachary Quinto (Gabriel "Sylar" Gray)
- Erick Avari (Chandra Suresh)
- Cristine Rose (Angela Petrelli)
- Jayma Mays (Charlie)
- Ashley Crow (Sandra Bennet)
- Elizabeth Lackey (Janice Parkman)
- Deirdre Quinn (Tina)
- Danielle Savre (Jackie Wilcox)
- Rick Peters (Tom McHenry)
- Jimmy Jean-Louis (l'haïtien)
- David Berman (Brian Davis)
- Ryan Alosio (Taylor)
- Sally Champlin (Lynette)

### Épisode 11:Contrecoup
- États-Unis /  Canada : 4 décembre 2006 sur NBC / Global
- Belgique : 2 juillet 2007 sur RTL-TVi
- Suisse : 17 juillet 2007 sur TSR1
- France : 28 juillet 2007 sur TF1

- États-Unis : 14,95 millions de téléspectateurs[11]
- Canada : 1,399 million de téléspectateurs[15]
- France : 4,307 68 millions de téléspectateurs (avec 25,8 % de part d'audience)

- Clea DuVall (Audrey Hanson)
- Nora Zehetner (Eden McCain)
- James Kyson Lee (Ando Masahashi)
- Zachary Quinto (Gabriel "Sylar" Gray)
- Thomas Dekker (Zach)
- Jimmy Jean-Louis (l'haïtien)

Aidée par Matt, Audrey Hanson est toujours sur la piste de Sylar. Peter, qui a été vu par la police sur les lieux du drame, a été arrêté. Quant à Sylar, blessé, il est retenu par l'équipe de Mr Bennet.
De son côté, Claire finit par avouer à son père de quoi elle est capable et ce qu'elle ressent.

### Épisode 12:Ententes et Mésententes
- États-Unis : 22 janvier 2007 sur NBC
- Belgique : 9 juillet 2007 sur RTL-TVi
- Suisse : 17 juillet 2007 sur TSR1
- France : 28 juillet 2007 sur TF1

- États-Unis : 14,84 millions de téléspectateurs[11]
- France : 4,194 32 millions de téléspectateurs (avec 24,2 % de part d'audience)

- Clea DuVall (Audrey Hanson)
- James Kyson Lee (Ando Masahashi)
- Zachary Quinto (Gabriel "Sylar" Gray)
- Christopher Eccleston (Claude Raines)
- Cristine Rose (Angela Petrelli)
- Thomas Dekker (Zach)
- Elizabeth Lackey (Janice Parkman)
- Matthew John Armstrong (Theodore Sprague)
- Jimmy Jean-Louis (l'haïtien)
- Kevin Chamberlin (Aaron Malski)
- Bobby Hosea (Policier)
- John Ross Bowie (Avocat)
- Colby French (Hank)
- Stacy Haiduk (l'agent du FBI)

### Épisode 13:Le Remède
- États-Unis : 29 janvier 2007 sur NBC
- Belgique : 9 juillet 2007 sur RTL-TVi
- Suisse : 17 juillet 2007 sur TSR1
- France : 4 août 2007 sur TF1

- États-Unis : 13,57 millions de téléspectateurs[11]
- France : 3,854 24 millions de téléspectateurs (avec 25,9 % de part d'audience)

- Jesse Corti (LAPD Police Captain Knox)
- George Takei (Kaito Nakamura)
- Christopher Eccleston (Claude Raines)
- Jessalyn Gilsig (Meredith Gordon)
- James Kyson Lee (Ando Masahashi)
- Zachary Quinto (Gabriel "Sylar" Gray)
- Ashley Crow (Sandra Bennet)
- Thomas Dekker (Zach)
- Elizabeth Lackey (Janice Parkman)
- Paula Newsome (Dr Witherson)
- Jimmy Jean-Louis (l'haïtien)
- Brad Greenquist (le kidnappeur)
- Colby French (le père de Claire)
- Alex Fernandez (Cpt. Baldwin)

### Épisode 14:La Fille d'eux
- États-Unis : 5 février 2007 sur NBC
- Belgique : 16 juillet 2007 sur RTL-TVi
- Suisse : 24 juillet 2007 sur TSR1
- France : 4 août 2007 sur TF1

- États-Unis : 14,56 millions de téléspectateurs[11]
- France : 3,854 24 millions de téléspectateurs (avec 24,6 % de part d'audience)

- George Takei (Kaito Nakamura)
- Christopher Eccleston (Claude Raines)
- Jessalyn Gilsig (Meredith Gordon)
- James Kyson Lee (Ando Masahashi)
- Zachary Quinto (Gabriel "Sylar" Gray)
- Ashley Crow (Sandra Bennet)
- Thomas Dekker (Zach)
- Paula Newsome (Dr Witherson)
- Jimmy Jean-Louis (l'haïtien)
- Kevin Chamberlin (Aaron Malski)
- Saemi Nakamura (Kimiko Nakamura)
- Colby French (le père de Claire)

### Épisode 15:Mauvaises Rencontres
- États-Unis : 12 février 2007 sur NBC
- Belgique : 16 juillet 2007 sur RTL-TVi
- Suisse : 24 juillet 2007 sur TSR1
- France : 11 août 2007 sur TF1

- États-Unis : 14,68 millions de téléspectateurs[11]
- France : 3,854 24 millions de téléspectateurs (avec 24,7 % de part d'audience)

- Jessalyn Gilsig (Meredith Gordon)
- James Kyson Lee (Ando Masahashi)
- Zachary Quinto (Gabriel 'Sylar' Gray)
- Ashley Crow (Sandra Bennet)
- Cristine Rose (Angela Petrelli)
- Elizabeth Lackey (Janice Parkman)
- Kevin Chamberlin (Aaron Malski)
- Bill Fagerbakke (S.R. Gustavson)
- Ethan Cohn (Zane Taylor)
- Missi Pyle (Hope)

### Épisode 16:Inattendus
- États-Unis : 19 février 2007 sur NBC
- Belgique : 23 juillet 2007 sur RTL-TVi
- Suisse : 24 juillet 2007 sur TSR1
- France : 11 août 2007 sur TF1

- États-Unis : 14,02 millions de téléspectateurs[11]
- France : 3,740 88 millions de téléspectateurs (avec 22,9 % de part d'audience)

- Christopher Eccleston (Claude Raines)
- Zachary Quinto (Gabriel "Sylar" Gray)
- James Kyson Lee (Ando Masahashi)
- Ashley Crow (Sandra Bennet)
- Matthew John Armstrong (Theodore Sprague)
- Bill Fagerbakke (S.R. Gustavson)
- Elizabeth Lackey (Janice Parkman)
- Jimmy Jean-Louis (l'haïtien)
- Rusty Schwimmer (Dale Smither)
- Stana Katic (Hana Gitelman)
- Christina Haag (Docteur Lindale)
- Stan Lee (le chauffeur de bus)
- Missi Pyle (Hope)
- Randall Bentley (Lyle Bennet)

### Épisode 17:L'Homme de main
- Canada : 25 février 2007 sur Global
- États-Unis : 26 février 2007 sur NBC
- Belgique : 23 juillet 2007 sur RTL-TVi
- Suisse : 31 juillet 2007 sur TSR1
- France : 18 août 2007 sur TF1

- États-Unis : 14,27 millions de téléspectateurs[11]
- France : 3,514 16 millions de téléspectateurs (avec 20,9 % de part d'audience)

- Eric Roberts (Thompson)
- Ashley Crow (Sandra Bennet)
- Matthew John Armstrong (Theodore Sprague)
- Christopher Eccleston (Claude Raines)
- Missy Peregrym (Candice Wilmer)
- Jimmy Jean-Louis (l'haïtien)
- George Takei (Kaito Nakamura)
- Randall Bentley (Lyle Bennet)

### Épisode 18:Parasite
- Canada : 4 mars 2007 sur Global
- États-Unis : 5 mars 2007 sur NBC
- Belgique : 30 juillet 2007 sur RTL-TVi
- Suisse : 31 juillet 2007 sur TSR1
- France : 18 août 2007 sur TF1

- États-Unis : 14,9 millions de téléspectateurs[11]
- France : 3,344 12 millions de téléspectateurs (avec 19,3 % de part d'audience)

- Malcolm McDowell (Mr. Linderman)
- Eric Roberts (Thompson)
- James Kyson Lee (Ando Masahashi)
- Zachary Quinto (Gabriel "Sylar" Gray)
- Ashley Crow (Sandra Bennet)
- Missy Peregrym (Candice Wilmer)
- Cristine Rose (Angela Petrelli)
- Ian Gomez (Agent Alonzo)
- Eugene Byrd (le directeur de campagne)
- Matt North (Linderman's Guard)
- David Barrera (Agent Casada)
- Jimmy Jean-Louis (l'haïtien)
- Markus Flanagan (Linderman's Guard)

Peter et Isaac sont désemparés par la mort de Simone. Peter demande l'aide de son frère.
De son côté, Nathan a d'autres soucis à gérer : le FBI compte sur lui pour coincer Linderman.
Le Haïtien a promis de veiller sur Claire, mais l'adolescente n'est pas prête à disparaître, laissant tous ceux qu'elle aime derrière elle.
À Las Vegas, Hiro ne parvient pas à passer le barrage de sécurité.

### Épisode 19:0,07%
- États-Unis : 23 avril 2007 sur NBC
- Belgique : 30 juillet 2007 sur RTL-TVi
- Suisse : 31 juillet 2007 sur TSR1
- France : 25 août 2007 sur TF1

- États-Unis : 11,96 millions de téléspectateurs[16] (première diffusion)
- France : 3,797 56 millions de téléspectateurs (avec 21,8 % de part d'audience)

- Eric Roberts (Thompson)
- James Kyson Lee (Ando Masahashi)
- Zachary Quinto (Gabriel 'Sylar' Gray)
- Cristine Rose (Angela Petrelli)
- Missy Peregrym (Candice Wilmer)
- Matthew John Armstrong (Theodore Sprague)
- Malcolm McDowell (Mr. Linderman)
- Sally Champlin (Lynette)

Nathan a une explication avec Linderman. Ce dernier lui révèle ses motivations. Selon lui, l'explosion qui va anéantir New York est nécessaire pour l'humanité.
Peter se retrouve face à Sylar.

### Épisode 20:Dans cinq ans
- États-Unis : 30 avril 2007 sur NBC
- Belgique : 6 août 2007 sur RTL-TVi
- Suisse : 7 août 2007 sur TSR1
- France : 25 août 2007 sur TF1

- États-Unis : 11,92 millions de téléspectateurs[17] (première diffusion)
- France : 3,910 92 millions de téléspectateurs (avec 21,8 % de part d'audience)

- James Kyson Lee (Ando Masahashi)
- Kellan Lutz (Andy)
- Stana Katic (Hana Gitelman)
- Jimmy Jean-Louis (l'haïtien)
- Zachary Quinto (Gabriel "Sylar" Gray)

### Épisode 21:L'Enfant prodigue
- États-Unis : 7 mai 2007 sur NBC
- Belgique : 6 août 2007 sur RTL-TVi
- Suisse : 7 août 2007 sur TSR1
- France : 1er septembre 2007 sur TF1

- États-Unis : 10,40 millions de téléspectateurs[18] (première diffusion)
- France : 4,137 64 millions de téléspectateurs (avec 21,5 % de part d'audience)

- Eric Roberts (Thompson)
- Zachary Quinto (Gabriel "Sylar" Gray)
- James Kyson Lee (Ando Masahashi)
- Cristine Rose (Angela Petrelli)
- Ellen Greene (Virginia Grey)
- Matthew John Armstrong (Theodore Sprague)
- Missy Peregrym (Candice Wilmer)
- Rena Sofer (Heidi Petrelli)
- Adair Tishler (Molly Walker)

### Épisode 22:L'Heure de la victoire
- États-Unis /  Canada : 14 mai 2007 sur NBC / Global
- Belgique : 13 août 2007 sur RTL-TVi
- Suisse : 14 août 2007 sur TSR1
- France : 1er septembre 2007 sur TF1

- États-Unis : 11,54 millions de téléspectateurs[19] (première diffusion)
- Canada : 879 000 téléspectateurs[20]
- France : 3,967 6 millions de téléspectateurs (avec 20,3 % de part d'audience)

- George Takei (Kaito Nakamura)
- Malcolm McDowell (Mr. Linderman)
- Eric Roberts (Thompson)
- James Kyson Lee (Ando Masahashi)
- Clea DuVall (Audrey Hanson)
- Zachary Quinto (Gabriel "Sylar" Gray)
- Cristine Rose (Angela Petrelli)
- Matthew John Armstrong (Theodore Sprague)
- Missy Peregrym (Candice Wilmer)
- François Waledisch (Mr Claremont)
- Rena Sofer (Heidi Petrelli)
- Adair Tishler (Molly Walker)

### Épisode 23:La Bombe humaine
- États-Unis /  Canada : 21 mai 2007 sur NBC / Global
- Belgique : 13 août 2007 sur RTL-TVi
- Suisse : 14 août 2007 sur TSR1
- France : 1er septembre 2007 sur TF1

- États-Unis : 13,48 millions de téléspectateurs[21] (première diffusion)
- Canada : 706 000 téléspectateurs[22]
- France : 4,024 28 millions de téléspectateurs (avec 25,5 % de part d'audience)

- George Takei (Kaito Nakamura)
- Zachary Quinto (Gabriel "Sylar" Gray)
- James Kyson Lee (Ando Masahashi)
- Cristine Rose (Angela Petrelli)
- Missy Peregrym (Candice Wilmer)
- Richard Roundtree (Charles Deveaux)
- Adair Tishler (Molly Walker)

Alors que Linderman a tiré sur DL et menace Niki, celui-ci est tué par DL.
Une fin de saison explosive qui soulève de nombreuses interrogations.

## Différences entre la version française et la version originale
Épisode 1
Dans la version originale, Mohinder Suresh introduit la série. Dans la version française, c'est Peter Petrelli qui introduit la série.
Mohinder a perdu son accent indien original.